# یواس‌اس کابوت (۱۷۷۵)
یواس‌اس کابوت (۱۷۷۵) (به انگلیسی: USS Cabot (1775)) یک کشتی بود که طول آن ۷۴ فوت ۸ اینچ (۲۲٫۷۶ متر) بود.